# Callerya oosperma
Callerya oosperma là một loài thực vật có hoa trong họ Đậu. Loài này được Stephen Troyte Dunn mô tả khoa học đầu tiên năm 1912 dưới danh pháp Millettia oosperma. Năm 2010, Zhi Wei và Leslie Pedley chuyển nó sang chi Callerya.

## Tên gọi
Tên gọi trong tiếng Trung là 皱果鸡血藤 (trứu quả kê huyết đằng), nghĩa là dây máu gà quả nhăn.

## Mô tả
Dây leo tới 20 m. Thân màu nâu, thon búp măng, mập và có gờ, lông măng màu nâu, nói chung sau trở thành nhẵn nhụi. Lá 5 lá chét; trục cuống lá 20-40 cm, gồm cả cuống lá 6-11 cm; phiến lá chét hình elip-hình mác tới hình trứng-thuôn dài, 8-20 × 4-8 cm với cặp lá chét đáy thường nhỏ nhất, dạng giấy, mặt xa trục rậm lông nhung màu nâu, mặt gần trục nhẵn nhụi hoặc thưa lông nhung, đáy hình nêm tới thuôn tròn, đỉnh tù tới hơi rộng đầu. Chùy hoa đầu cành, 10-20 cm, lông măng màu nâu; các cành mang hoa tỏa rộng. Hoa 1,5-2 cm. Tràng hoa màu đỏ tươi; cánh cờ hình trứng rộng, với 2 thể chai ở đáy và có tai, mặt ngoài rậm lông lụa. Bầu nhụy rậm lông lụa, 5 hay 6 noãn. Quả đậu hình trứng khi chứa 1 hạt hoặc hình trụ khi chứa vài hạt, 6-13 × 2-2,5 cm, phồng lên nhưng co hẹp ở đoạn giữa các hạt, lông măng màu nâu, chậm nứt, đỉnh có mỏ. Hạt 1 hoặc 2-4 mỗi quả, màu vàng nâu, hình trứng đường kính 2-3 cm. Ra hoa tháng 5-7, tạo quả tháng 8-11. Hạt có độc và được dùng làm thuốc trừ sâu.

## Phân bố
Rừng thưa trong các thung lũng; cao độ 200-1.700 m. Trung Quốc (Hải Nam, tây nam Hồ Nam, tây nam Quảng Đông, Quảng Tây, Quý Châu, Vân Nam) và có thể có ở Việt Nam.